# カースルメイン男爵
カースルメイン男爵（カースルメインだんしゃく、英: Baron Castlemaine）は、アイルランド貴族の爵位。1812年に創設された。

## 歴史
アコンリー首席司祭リチャード・ハンドコック(1712–1791)の息子ウィリアム・ハンドコック(1761–1839)はアイルランド庶民院議員、連合王国庶民院議員を通算20年務めた後、1812年12月21日にアイルランド貴族であるウェストミーズ県におけるモイドラムのカースルメイン男爵に叙された。彼は結婚から35年目にして息子がいなかったため、この爵位には弟リチャード・ハンドコック(1767–1840)およびその男系子孫への特別残余権（special remainder）が定められている。1800年合同法の施行以降、新しいアイルランド貴族爵位の創設には既存の爵位が3つ廃絶する必要があり、カースルメイン男爵位の創設はペリー子爵、ミルトン男爵、デラヴァル男爵の廃絶を根拠とした。その後、1822年1月12日にカースルメイン子爵に叙されたが、この爵位には特別残余権が規定されなかった。そして、1839年に子爵が死去すると、カースルメイン子爵位は廃絶、カースルメイン男爵位は特別残余権に基づき弟が継承した。

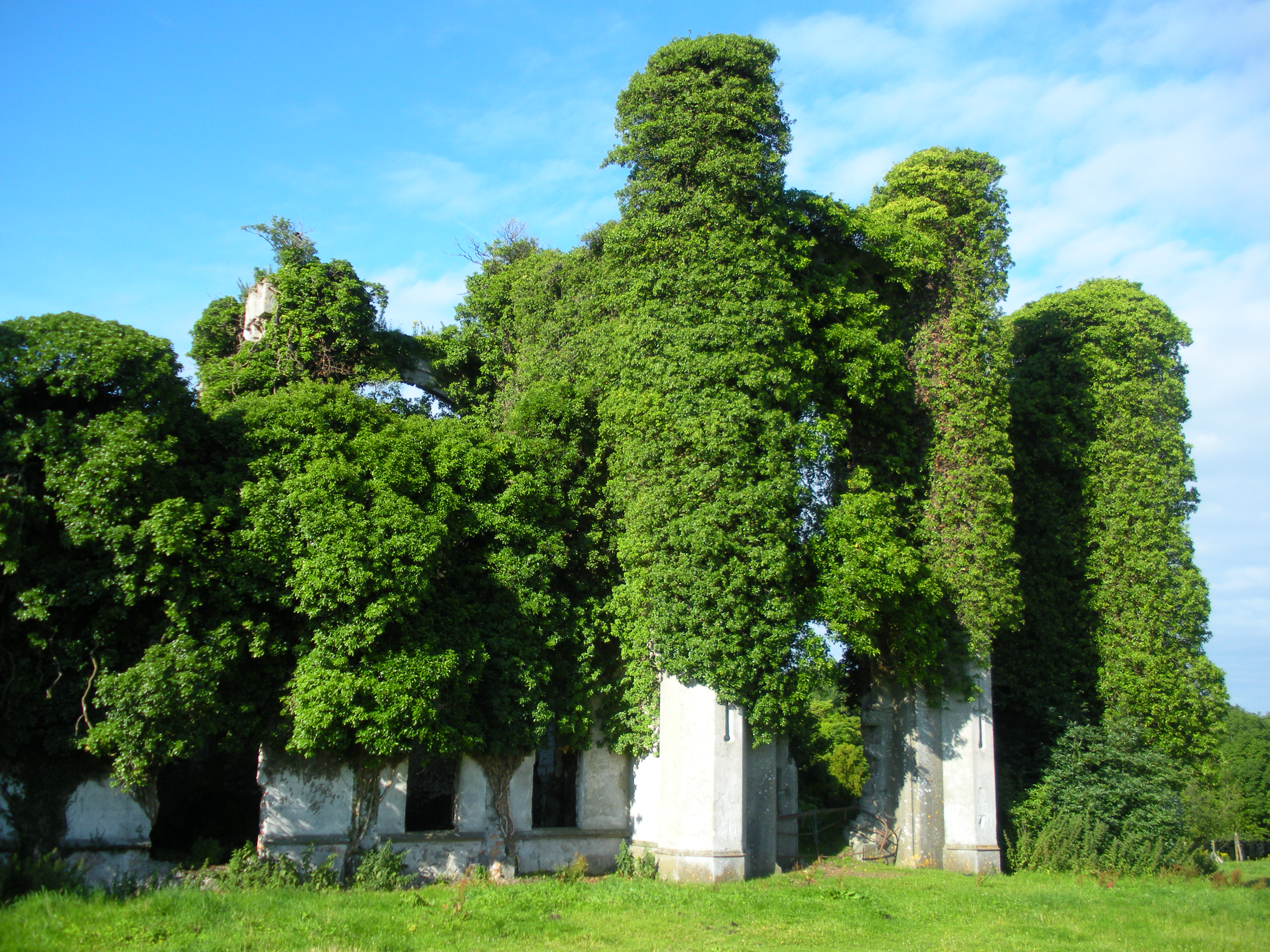
ハンドコック家の旧邸宅モイドラム城址

2代男爵リチャード・ハンドコックはトーリー党に属し、1800年に短期間アイルランド庶民院議員を務めた。その息子である3代男爵リチャード・ハンドコック(1791–1869)もトーリー党に属し、連合王国庶民院議員、アイルランド貴族代表議員を務めた。その息子である4代男爵リチャード・ハンドコック(1826–1892)はアイルランド貴族代表議員、ウェストミーズ統監を務めた。その息子である5代男爵アルバート・エドワード・ハンドコック(1863–1937)は保守党に属し、父と同じくアイルランド貴族代表議員とウェストミーズ統監を務めた。
2019年現在の当主は4代男爵の弟の曽孫にあたる8代男爵ローランド・トマス・ジョン・ハンドコック(1943–)である。

## カースルメイン男爵（1812年）
- 初代カースルメイン男爵ウィリアム・ハンドコック（1761年 – 1839年）
  - 1822年、カースルメイン子爵に叙爵。1839年廃絶
- 第2代カースルメイン男爵リチャード・ハンドコック（1767年 – 1840年）
- 第3代カースルメイン男爵リチャード・ハンドコック（1791年 – 1869年）
- 第4代カースルメイン男爵リチャード・ハンドコック（1826年 – 1892年）
- 第5代カースルメイン男爵アルバート・エドワード・ハンドコック（1863年 – 1937年）
- 第6代カースルメイン男爵ロバート・アーサー・ハンドコック（1864年 – 1954年）
- 第7代カースルメイン男爵ジョン・マイケル・ションバーグ・ステーヴリー・ハンドコック（1904年 – 1973年）
- 第8代カースルメイン男爵ローランド・トマス・ジョン・ハンドコック（1943年 – ）

爵位の法定推定相続人は現当主の息子ロナン・マイケル・エドワード・ハンドコック閣下（1989年 – ）で、その推定相続人は現当主の祖父の弟の曽孫にあたるアンドレ・パトリック・ジェームズ・ハンドコック（1950年 – ）である。